# Pontiac Vibe
La Vibe è un'autovettura compact prodotta dalla Pontiac dal 2003 al 2010.

## Prima generazione (2003-2008)
Presentata al salone dell'automobile di Detroit del 2002, la Vibe aveva inizialmente in dotazione due tipi di motore che erano contraddistinti dalla medesima cilindrata, 1,8 L. La potenza erogata era però differente, 132 e 164 CV. Era disponibile sia il cambio manuale (a cinque o sei rapporti), sia la trasmissione automatica (a quattro marce). La Vibe venne sottoposta ad un restyling nel 2005.

## Seconda generazione (2009-2010)
La seconda generazione del modello venne presentata al salone dell'automobile di Los Angeles nel 2007. Questa seconda generazione di Vibe presentava una linea più sportiveggiante. Venne aggiunto all'offerta un motore da 2,4 L. La Vibe fu tolta dal mercato a seguito della soppressione del marchio Pontiac.